# Conomorium patulum
Conomorium patulum är en stekelart som först beskrevs av Walker 1835.  Conomorium patulum ingår i släktet Conomorium och familjen puppglanssteklar. Arten är reproducerande i Sverige. Inga underarter finns listade i Catalogue of Life.